# Міст між Сан-Франциско і Оклендом
Міст між Сан-Франциско і Оклендом (також «Бей-Брідж»; англ. San Francisco–Oakland Bay Bridge) — висячий міст через затоку Сан-Франциско в штаті Каліфорнія між містами Сан-Франциско і Оклендом. Складається з двох частин: західної підвісної (2822 м) і східної консольної (3101 м), які з'єднані між собою тунелем під островом Єрба-Буена. Міст є одним з найдовших мостів цього типу в світі.
Після введення в експлуатацію першої трансконтинентальної залізниці в 1869 році Сан-Франциско був відділений від цієї важливої інфраструктури бухтою затоки. З 1870 року через побоювання зниження ролі міста у зв'язку зі складним доступом до інфраструктури залізниці, почали обговорювати проект мосту, який перетинав затоку. Після проведених розрахунків стало ясно, що оптимальним варіантом буде будівництво моста, який пройде через острів Єрба-Буена. Проблема полягала в тому, що на той момент на острові розташовувалася база ВМС США. Таким чином, для початку робіт необхідно було дозвіл Конгресу США, який і було отримано в 1931 році.
Будівництво почалося 9 липня 1933 року. Для з'єднання двох секцій моста під островом Єрба-Буена довелося прорити тунель шириною 23 метри.
Відкриття відбулося 12 листопада 1936 року, після трьох років роботи та інвестицій в 70 мільйонів доларів.
На церемонії були присутні колишній президент Герберт Гувер і губернатор Каліфорнії.

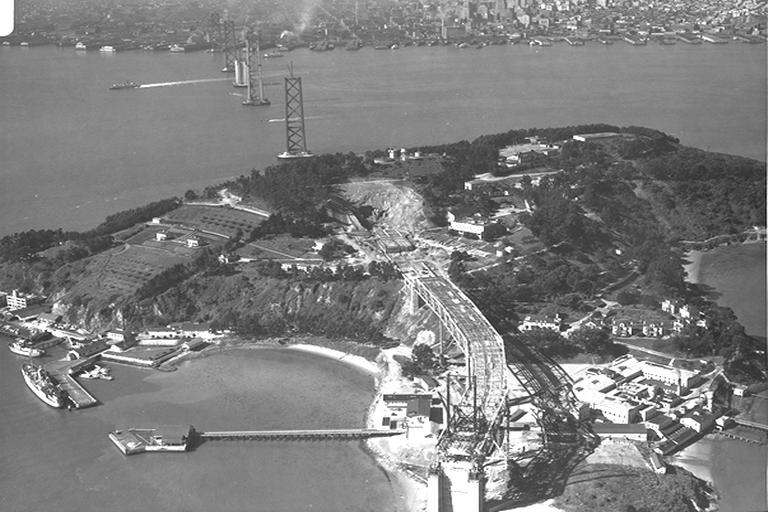
Будівництво на острові Єрба-Буена в 1935 році.
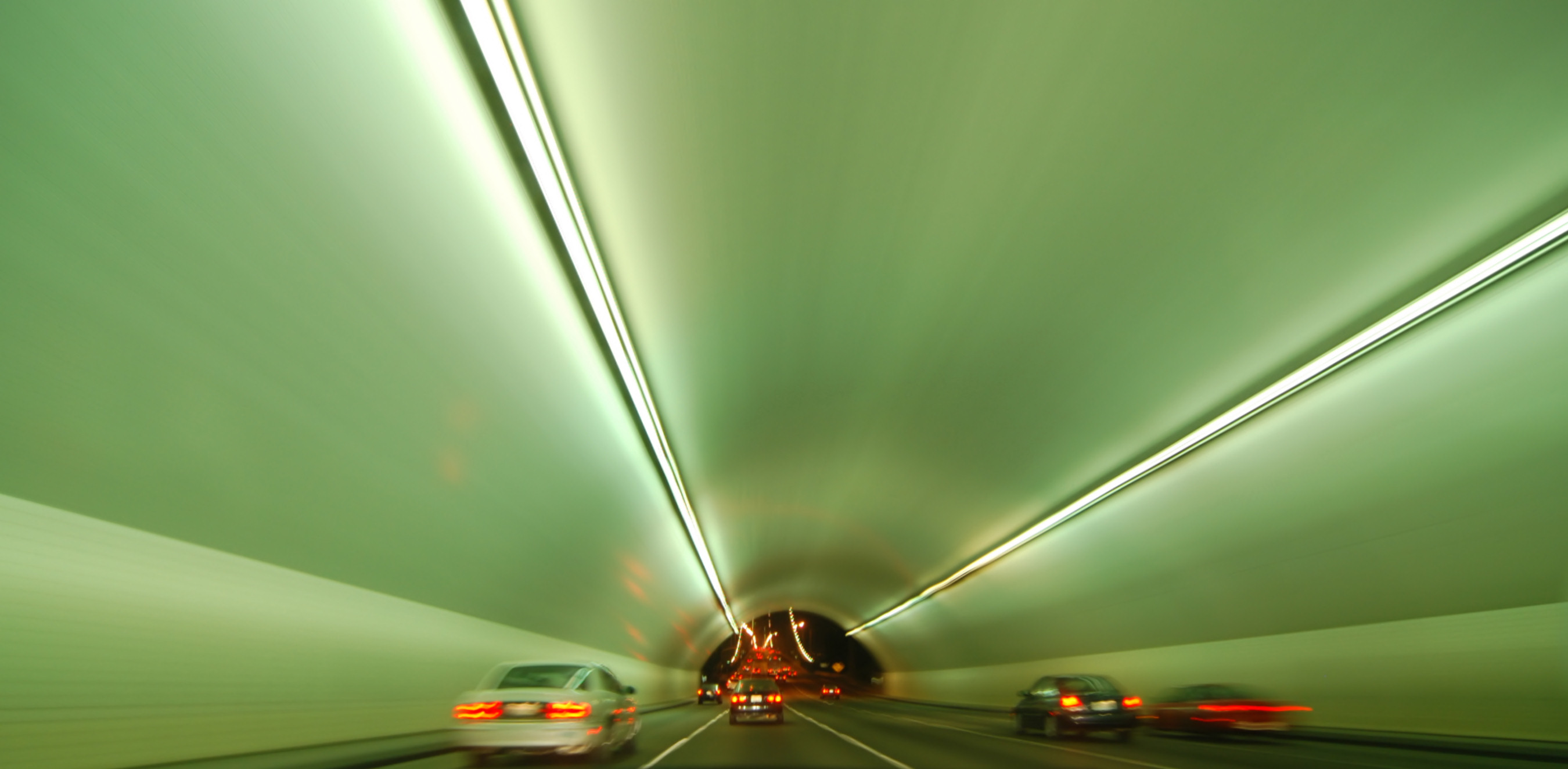
У тунелі під островом Єрба-Буена.
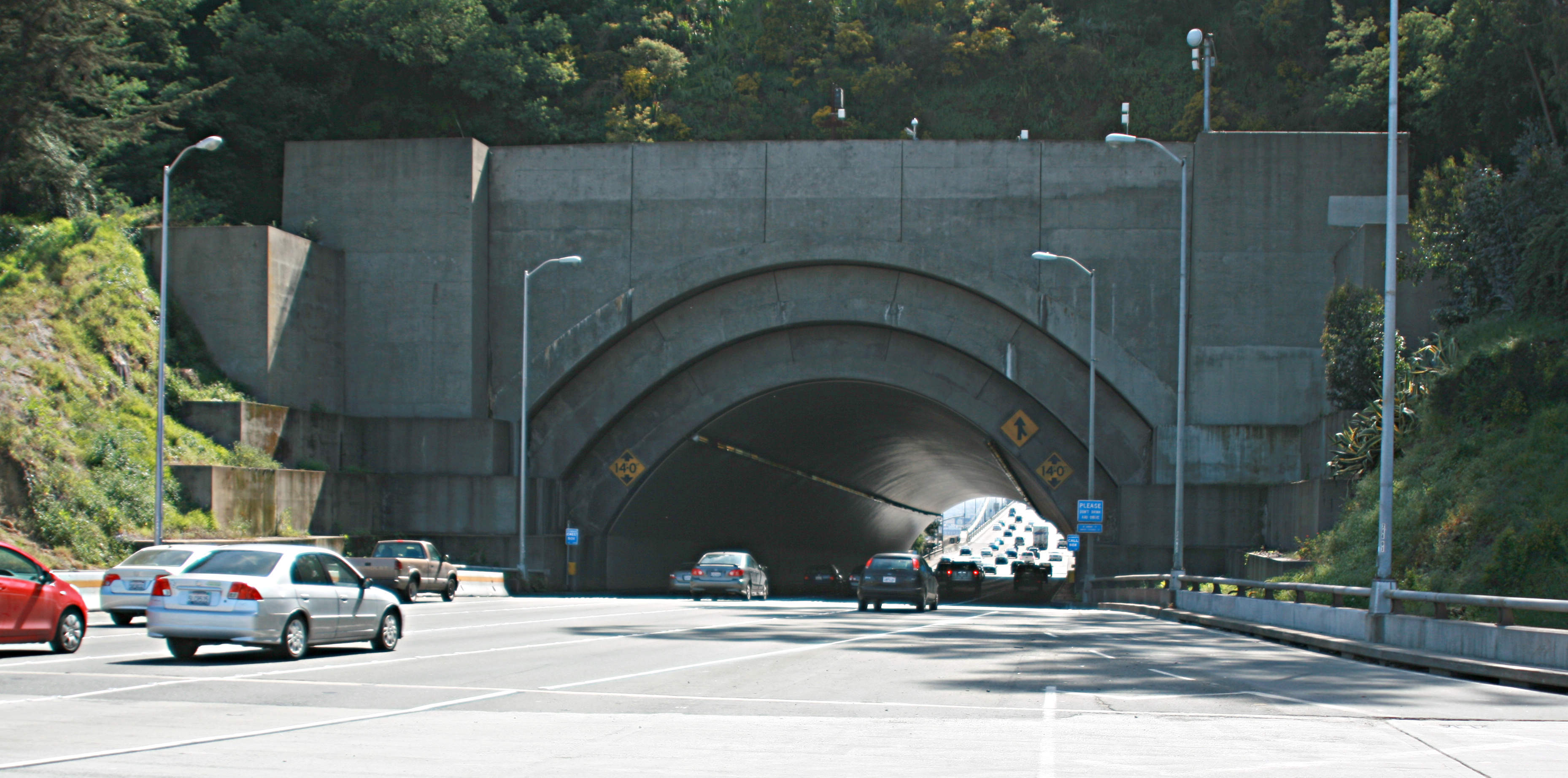
Тунель з'єднує дві частини мосту Сан-Франциско-Окленд Бей Бридж.
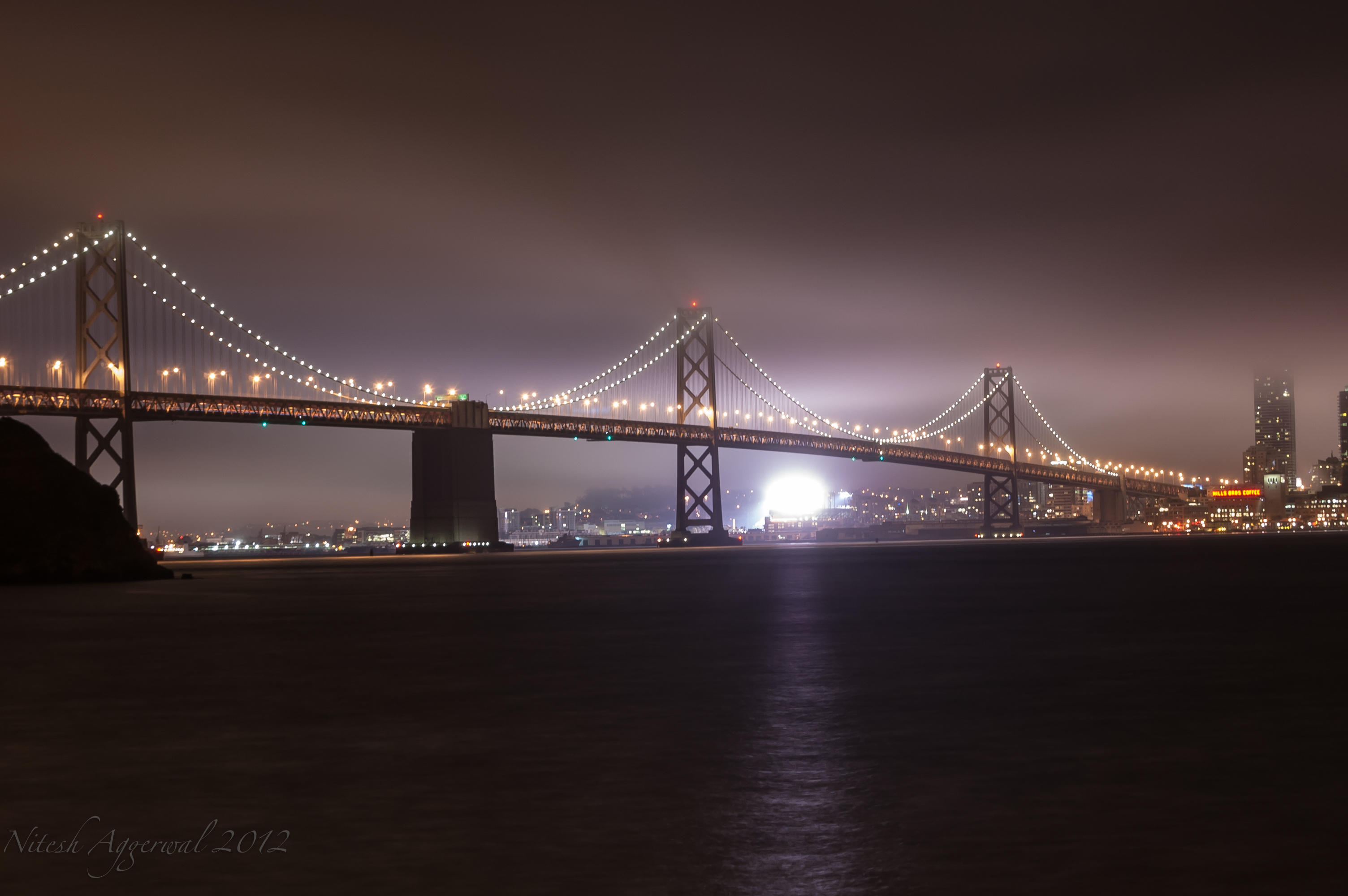
Вид на міст з острова Treasure Island.
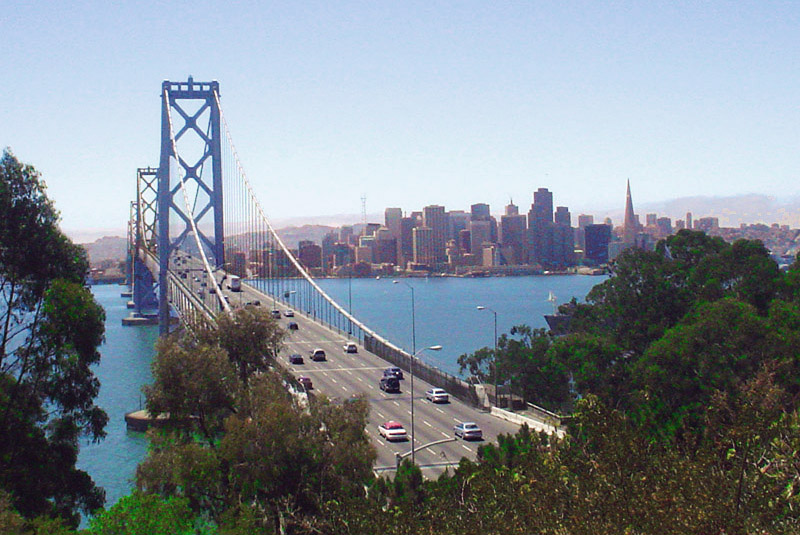
Вид на міст з острова Єрба-Буена.
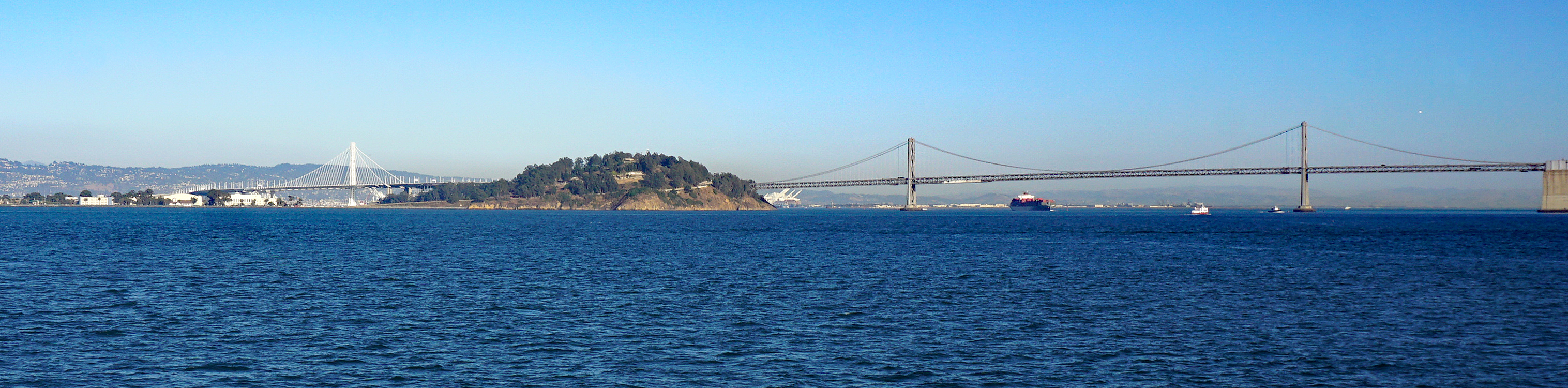
Панорама мосту, в центрі — острів Єрба-Буена.
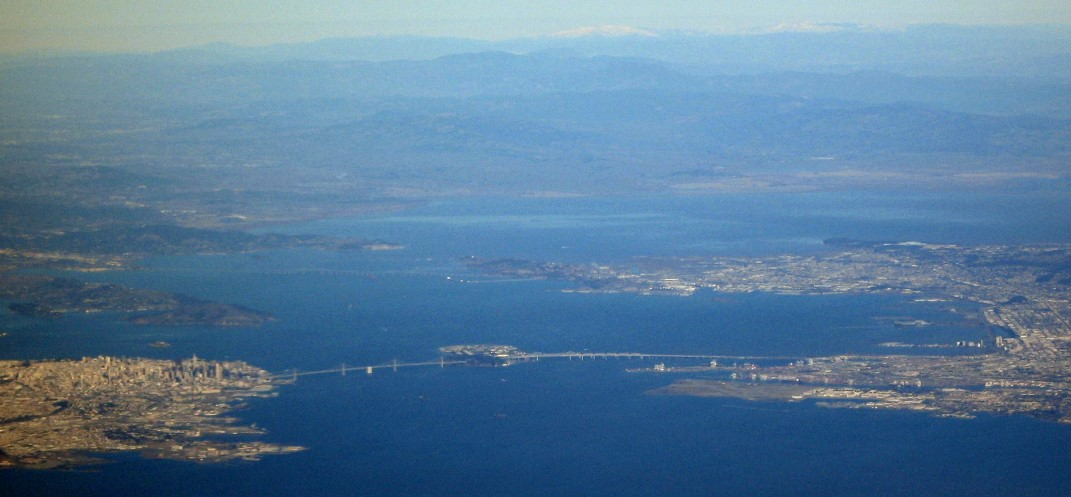
Фото з літака, Сан-Франциско — ліворуч, Окленд — праворуч.
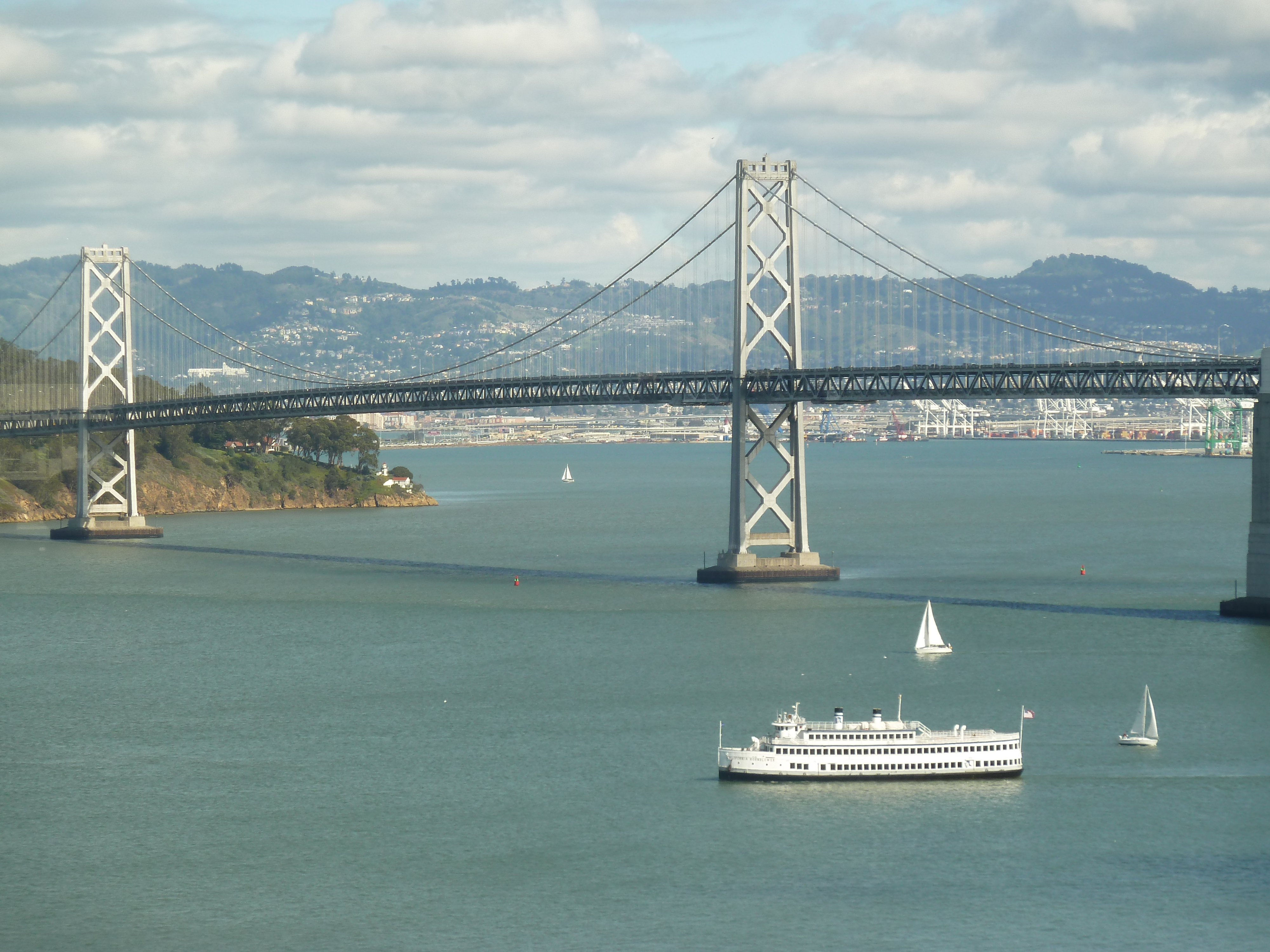
Вид на міст з боку будівлі Bank of America.
Розташування міста на карті із мостами.